# Črna piramida
Črna piramida  faraona Amenemheta III. je bila zgrajena v Srednjem egipčanskem kraljestvu (2055-1650 pr. n. št.). Je ena od petih preostalih piramid od skupno enajstih, zgrajenih v Dahšurju, Egipt. Njeno izvirno ime je Amenemhet je mogočen in popoln. Ime Črna piramida je dobila po temni barvi kršja pod njenimi ostanki. Bila je prva piramida, v kateri so bili razen faraona pokopane tudi njegove tri kraljice. Prva izkopavanja dahšurskih piramid je opravila francoska misija leta 1892. Končali so jih raziskovalci iz Nemškega arheološkega instituta v Kairu leta  1983.

## Zgradba
Piramida je bila prvotno visoka okoli 75 m. Stranica je merila 105 m, naklon stransikh ploskev pa 57°. Za piramide iz Srednjega kraljestva je značilno, da so niso bile zgrajene iz kamna, ampak iz blatnih zidakov in gline in obložene s kamnom. Na talni višini Črne piramide sta bila vhod na dvorišče in pogrebni tempelj, obdana z dvojnim obzidjem. Med obzidjema je deset grobnic, vklesanih v živo skalo. Vršni kamen piramide, piramidion, je bil popisan z napisi in verskimi simboli. Nekateri so bili kasneje spraskani, kar je raziskovalce privedlo do zaključka, da piramidion nikoli ni bil postavljen na vrh piramide ali da je bil oskrunjen med Ehnatonovo vladavino. 
Pod zemljo je zapletena mreža hodnikov in prehodov. Vladarjev del pogrebnih prostorov je bil večinoma nedotaknjen. V njih je bil sarkofag in kanopski vrči, čeprav faraon ni bil pokopan tukaj. Pogrebni prostori obeh kraljic so bili vlomljeni in izropani. Pod zemljo so še štiri druge pogrebne sobe. Komu so bile namenjene, ni znano. Za dve se domneva, da sta pripadali faraonu Amenemhetu IV. in kraljici Sobekneferu. 
Črna piramida je orientirana v smeri vzhod-zahod in ima dva vhoda: enega na jugovzhodnem in drugega na jugozahodnem vogalu. Jedro nadzemnega dela piramide je iz blatnih zidakov brez notranjih kamnitih zidov, verjetno zato, da bi bila čim lažja, ker stoji zelo blizu Nila. Tla, na katerih stoji, so namreč glinasta in ne bi prenesla velike teže. Pretežka piramida bi se začela pogrezati, tako kot Sneferujeva Zlomljena piramida kakšnih sedem stoletij pred tem. Razdalja med njima je približno 1,5 km. 
Zunanja obloga iz apnenca je bila na jedro pritrjena z razcepljenimi klini. Ko so se podzemni prostori začeli rušiti, so jih graditelji podprli s tramovi in jih obzidali, vendar so se vsi posegi izkazali za prepozne. 
Pogrebni sobi kraljice Aat in kraljice z neznanim imenom sta bili izropani. V Aatini sobi je bil sarkofag, podoben faraonovemu. V obeh sobah so arheologi našli veliko predmetov, ki so jih roparji spregledali, med njimi tudi kanopske vrče kraljice Aat. 
Ko se je piramida začela posedati, je postala proročen vir gradbenega materiala, tempelj pa so do Trinajste dinastije domačini uporabljali za kaščo. Nekaj najdb kaže, da kakšni sto let kasneje kompleks poskušali obnoviti. To se je morda zgodilo v času, ko sta bila na severni strani zunanjega obzidja v dveh od desetih jaškastih grobnic pokopana faraon Auibre Hor in njegova princesa Nubheteptikhered.

## Pomanjkljivosti
Črna piramida s številnimi širokimi podzemnimi hodniki je imela več pomanjkljivosti. Zgrajena je bila v najnižji regiji Egipta samo 10 m nad morsko gladino, podzemni prostori pa so bili preobsežni in niso mogli vzdržati teže stropa. Piramida tudi sama ni bila dovolj čvrsta, ker je bila zgrajena iz blatnih zidakov in ne iz kamna. Majhna nadmorska višina in nestabilno gradivo sta omogočila, da je podtalnica iz Nila pronicala v njene stene in povzročila pogrezanje in pokanje piramide. 

## Ropanje
Po egiptovski revoluciji leta 2011 se je začelo ropanje arheološkega najdišča.

## Sklica
1. ↑  Mark Lehner:  The Complete Pyramids, Thames and Hudson, London 1997, ISBN 978-0-500-28547-3, str. 181.
2. ↑  Hartley, Aiden (9. november 2013): The new tomb raiders, The Spectator, UK. Pridobljeno 10. novembra  2013.